# Fabio Schuh
Fabio Schuh (* 28. September 2001 in Wien) ist ein österreichischer Handballspieler.

## Karriere
Schuh begann in seiner Jugend bei den Perchtoldsdorf Devils Handball zu spielen und wurde dort von seinen Eltern trainiert. Später wechselte der Rechtshänder in die Jugend des Handballclub Fivers Margareten. Er wurde in seiner Jugend außerdem in die Wiener Auswahl des ASKÖ einberufen und konnte mit dieser 2016 die ASKO-Bundesmeisterschaft gewinnen. Schuh wurde bei diesem Turnier als „Bester Angriffsspieler“ ausgezeichnet. Des Weiteren nahm der Rückraumspieler im Jahr 2018 mit dem österreichischen Jugendnationalteam des Jahrgangs 2000 an der Men’s 18 EHF Championship teil. Das Team besiegte im Finale Tschechien und entschied das Turnier damit für sich.
Zwischen 2016/17 und 2021/22 lief Schuh für die Wiener in der HLA Challenge auf. Bereits 2017/18 stand er im Spiel gegen Bregenz Handball das erste Mal im Kader des HLA Meisterliga-Teams. Im August 2020 erlitt er einen Kreuzbandriss und fiel damit für die restliche Saison aus.2022/23, 2023/24 und 2024/25 nahm Schuh mit dem Handballclub Fivers Margareten am EHF European Cup teil.

## Saisonstatistik

### HLA Challenge
| Saison    | Verein                | Spielklasse   | Spiele | Tore | 7-Meter      | Feldtore |
| --------- | --------------------- | ------------- | ------ | ---- | ------------ | -------- |
| 2016/17   | Fivers WAT Margareten | HLA Challenge | 3      | 0    | 0/0          | 0        |
| 2017/18   | Fivers WAT Margareten | HLA Challenge | 6      | 11   | 0/0          | 11       |
| 2018/19   | Fivers WAT Margareten | HLA Challenge | 6      | 11   | 0/0          | 11       |
| 2019/20   | Fivers WAT Margareten | HLA Challenge | 17     | 61   | 2/2 (100 %)  | 59       |
| 2020/21   | Fivers WAT Margareten | HLA Challenge | 1      | 8    | 8/9 (89 %)   | 0        |
| 2021/22   | Fivers WAT Margareten | HLA Challenge | 21     | 45   | 4/7 (57 %)   | 41       |
| 2022/23   | Fivers WAT Margareten | HLA Challenge | 1      | 7    | 4/4 (100 %)  | 3        |
| 2016–2022 | gesamt                | HLA Challenge | 55     | 143  | 18/22 (81 %) | 125      |

### HLA Meisterliga
| Saison    | Verein                | Spielklasse     | Spiele | Tore | 7-Meter      | Feldtore |
| --------- | --------------------- | --------------- | ------ | ---- | ------------ | -------- |
| 2017/18   | Fivers WAT Margareten | HLA Meisterliga | 1      | 0    | 0/0          | 0        |
| 2018/19   | Fivers WAT Margareten | HLA Meisterliga | 3      | 0    | 0/0          | 0        |
| 2019/20   | Fivers WAT Margareten | HLA Meisterliga | 3      | 1    | 0/0          | 1        |
| 2022/23   | Fivers WAT Margareten | HLA Meisterliga | 27     | 42   | 5/6 (83 %)   | 37       |
| 2023/24   | Fivers WAT Margareten | HLA Meisterliga | 27     | 89   | 32/44 (73 %) | 57       |
| 2024/25   | Fivers WAT Margareten | HLA Meisterliga | 24     | 89   | 19/20 (95 %) | 70       |
| 2017–2025 | gesamt                | HLA Meisterliga | 85     | 221  | 56/70 (80 %) | 165      |